# 徐锋
徐锋（1979年12月21日—），出生于中华人民共和国山东省青岛，已经退役的中国足球运动员，曾经效力于山东鲁能泰山、青岛海利丰等球队。

## 职业生涯

### 俱乐部
- 1999年进入山东鲁能泰山一队。
- 2000年在出场次数有限的情况下收获3个联赛入球。
- 由于伤病从2004年开始处于离队状态。
- 2006年加盟青岛海利丰。